# ICRA International
 (juillet 2023).
Si vous disposez d'ouvrages ou d'articles de référence ou si vous connaissez des sites web de qualité traitant du thème abordé ici, merci de compléter l'article en donnant les références utiles à sa vérifiabilité et en les liant à la section « Notes et références ».
 (juillet 2023).
ICRA International (International Commission for the Rights of Aboriginal people - Commission internationale pour les droits des peuples autochtones) est une association non gouvernementale fondée en 1988 par Patrick Bernard, ethnographe français, et Visier Sanyu, ethnologue Nagas (peuple)
Les axes d'action de l'association sont triples : défense des droits des peuples autochtones, programmes de terrains et actions pour la sauvegarde des cultures.[réf. nécessaire]

## Campagnes et programmes de terrains
De nombreuses campagnes ont déjà eu lieu, parmi lesquelles : Chakma du Bangladesh, Tremembé du Brésil, Nouvelle-Guinée occidentale (1998), Timor oriental (1999), Peuples indigènes et tourisme (1998 et 2006), soutien aux Mapuche du Chili (1999 et 2006), Ogiek (2000 et 2005), U'wa de Colombie (2000), Mbuti (2003), Front peu commun pour la Justice dans le dossier Total en Birmanie (2005-2007), Jarawa (2006) et Parc amazonien de Guyane (2007).[réf. souhaitée]
En juin 2006, à la suite d'une campagne lancée par ICRA et amplifiée par Cyberacteurs, la FIDH, la Ligue des droits de l'homme (France) et de nombreux blogs sur internet, le tournage d'une émission télévisée pour France 2, proche de la télé-réalité, se passant entre autres dans des populations autochtones (Mentawai, Papous, Aymara...) a été suspendu après 2 épisodes. 17 645 courriers électroniques envoyés et signatures à la pétition ont été recueillies contre le projet. Certains ont contesté le terme "télé-réalité" concernant cette émission, dont la direction de France Télévisions.
Des programmes de terrain ont été entrepris notamment auprès de Mlabris (Laos), Karens et Karennis (Birmanie), Edê et Joraï (Vietnam), Touaregs (Mali), Naga (Nagaland : Inde et Birmanie), Bagyéli (Cameroun), Tboli (Philippines), réfugiés tibétains et Amchi du Ladakh.[réf. non conforme]

## Organisation
ICRA International possède plusieurs sections nationales dont ICRA International Belgique (asbl), ICRA Suisse, Amulen (ICRA Chili) et des groupes locaux en France. Des membres existent également dans des pays comme la Pologne, le Canada, etc.[réf. souhaitée]